# Kurmanka
Kurmanka (ros. Курманка) – wieś (dieriewnia) w Rosji, w obwodzie swierdłowskim, w okręgu miejskim Zariecznego. W 2010 liczyła 875 mieszkańców.